# Shi Jingjing
Shi Jingjing (* 29. Oktober 1988) ist eine ehemalige chinesische Bahnradsportlerin, die auf Kurzzeitdisziplinen spezialisiert ist.
Im Januar 2012 belegte Shi Jingjing beim Lauf des Weltcups in Peking den dritten Platz im 500-Meter-Zeitfahren. Bei den Asiatischen Radsportmeisterschaften 2012 wurde sie Asienmeisterin im Teamsprint, gemeinsam mit Li Xuemei, und Dritte im Sprint.  2013 konnten sie und Xu ihren Titel verteidigen. Im Sprint und im Zeitfahren belegte sie jeweils Rang zwei. Weitere Medaillen bei den Kontinentalmeisterschaften gewann sie 2014 und 2015.

## Erfolge
2012
- Asiatische Meisterin – Teamsprint (mit Li Xuemei)
- Asiatische Meisterschaft – Sprint

2013
- Asiatische Meisterin – Teamsprint (mit Li Xuemei)
- Asiatische Meisterschaft – Sprint, 500-Meter-Zeitfahren

2014
- Asiatische Meisterschaft – 500-Meter-Zeitfahren

2015
- Asiatische Meisterschaft – Teamsprint (mit Li Xuemei)